# مسجد قاني باي الرماح
مسجد قاني باي الرماح أو مسجد قاني باي السيفي أنشأه قاني باي السيفي الشهير بـ «قاني باي الرماح» سنة 908 هجرية (1503م). وهو أحد مماليك السلطان قايتباي، وأمير آخور (الأمير المشرف على الاصطبلات) في عهد السلطان قنصوه الغوري. يقع المسجد في ميدان صلاح الدين (ميدان الرميله)

## التصميم
أنشئ هذا المسجد على نظام المدارس ذات التخطيط المتعامد إذ يشتمل على صحن مكشوف تحيط به أربعة إيوانات معقودة، وقد اختلف عما سبقه من مساجد المماليك الجراكسة في طريقة تسقيف إيواناته فبينما نرى أسقف المساجد التي أنشئت في هذا العصر اتخذت من الخشب وحليت بنقوش مذهبة جميلة نرى أسقف هذا المسجد اتخذت جميعها من الحجر على هيئة قبوات مختلفة الأشكال، فإيوان القبلة تغطيه قبة منبسطة من مداميك من الحجر الأبيض والأحمر على التعاقب.

## التكريم

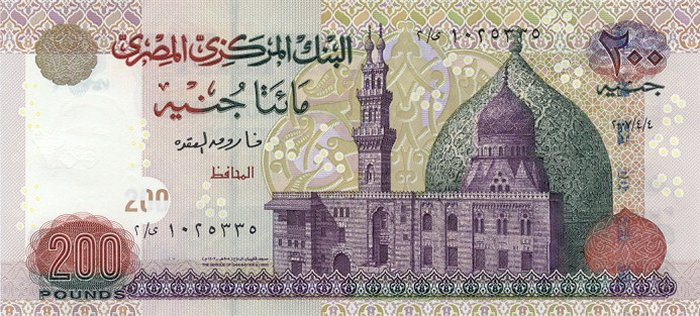
مسجد قاني باي الرماح على عملة مصرية فئة مائتي جنيه.

## معرض صور

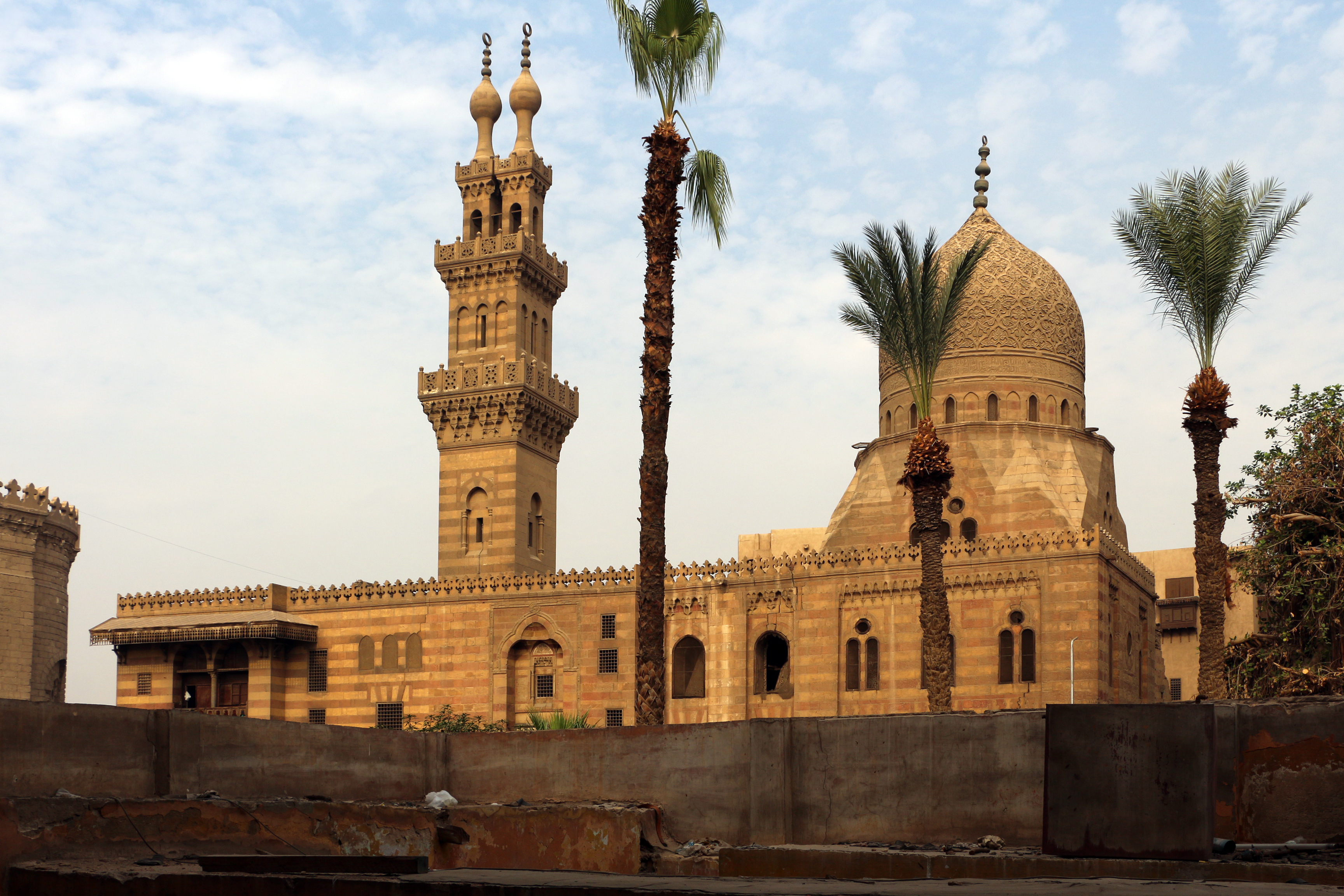
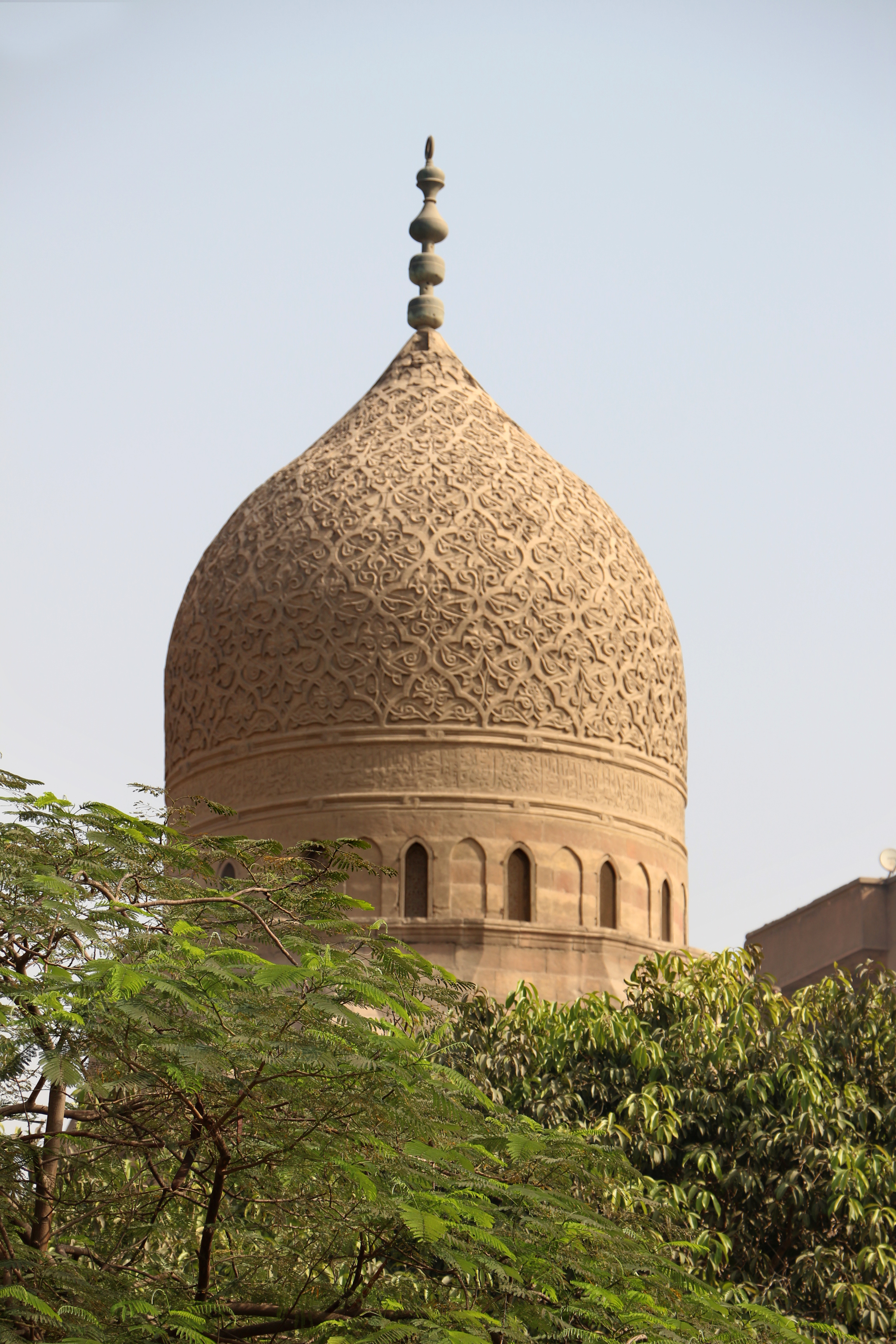
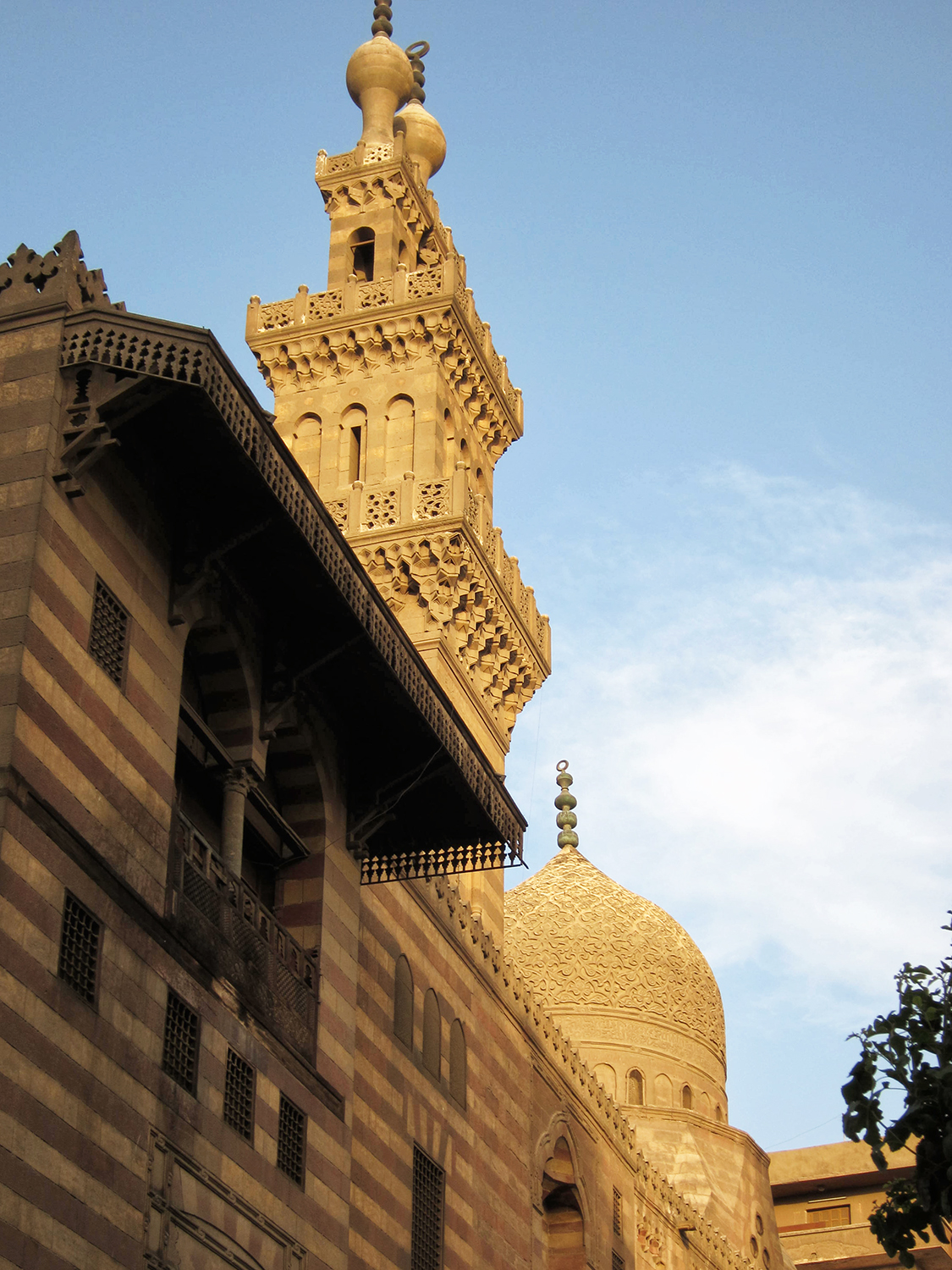
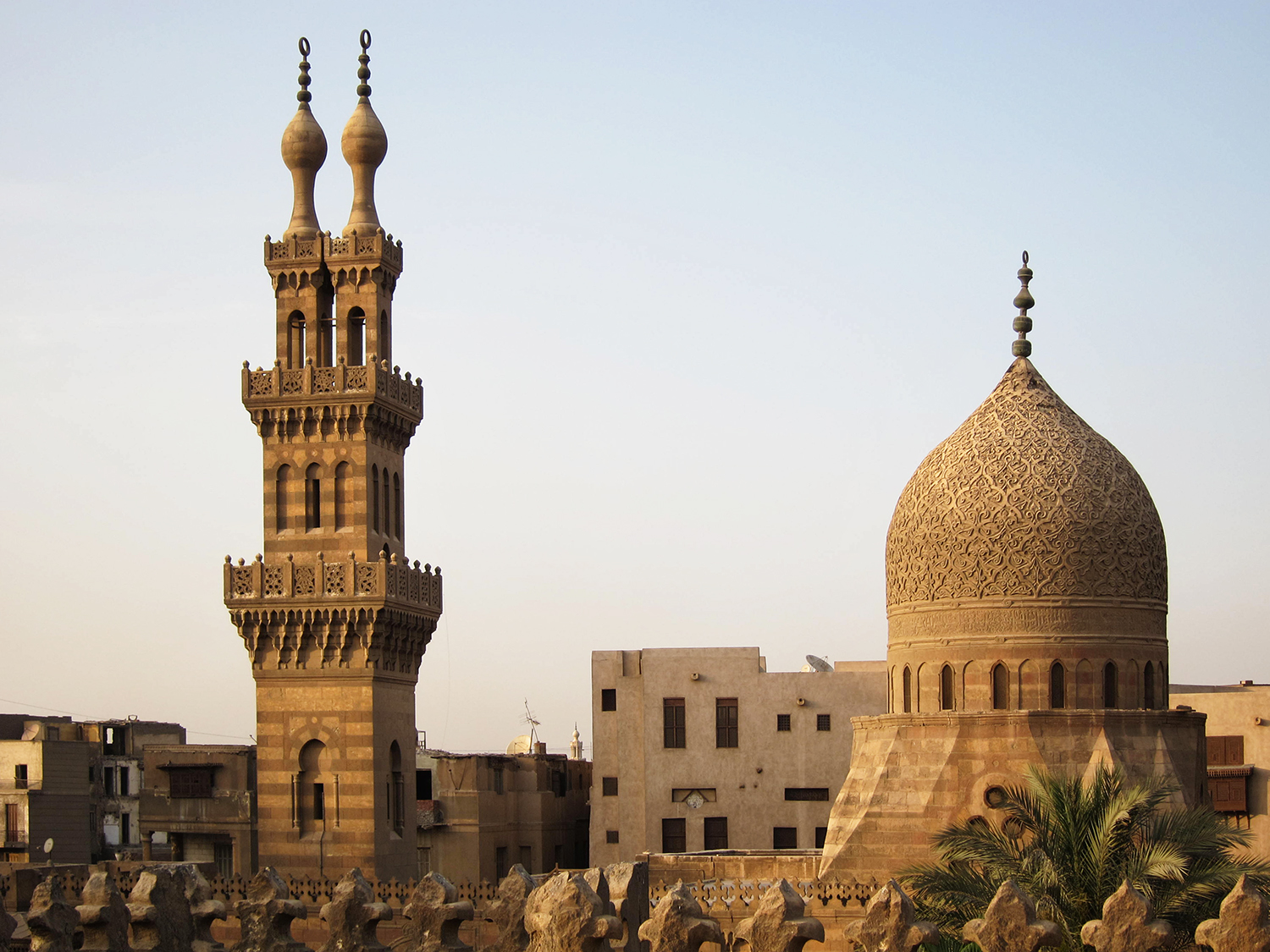
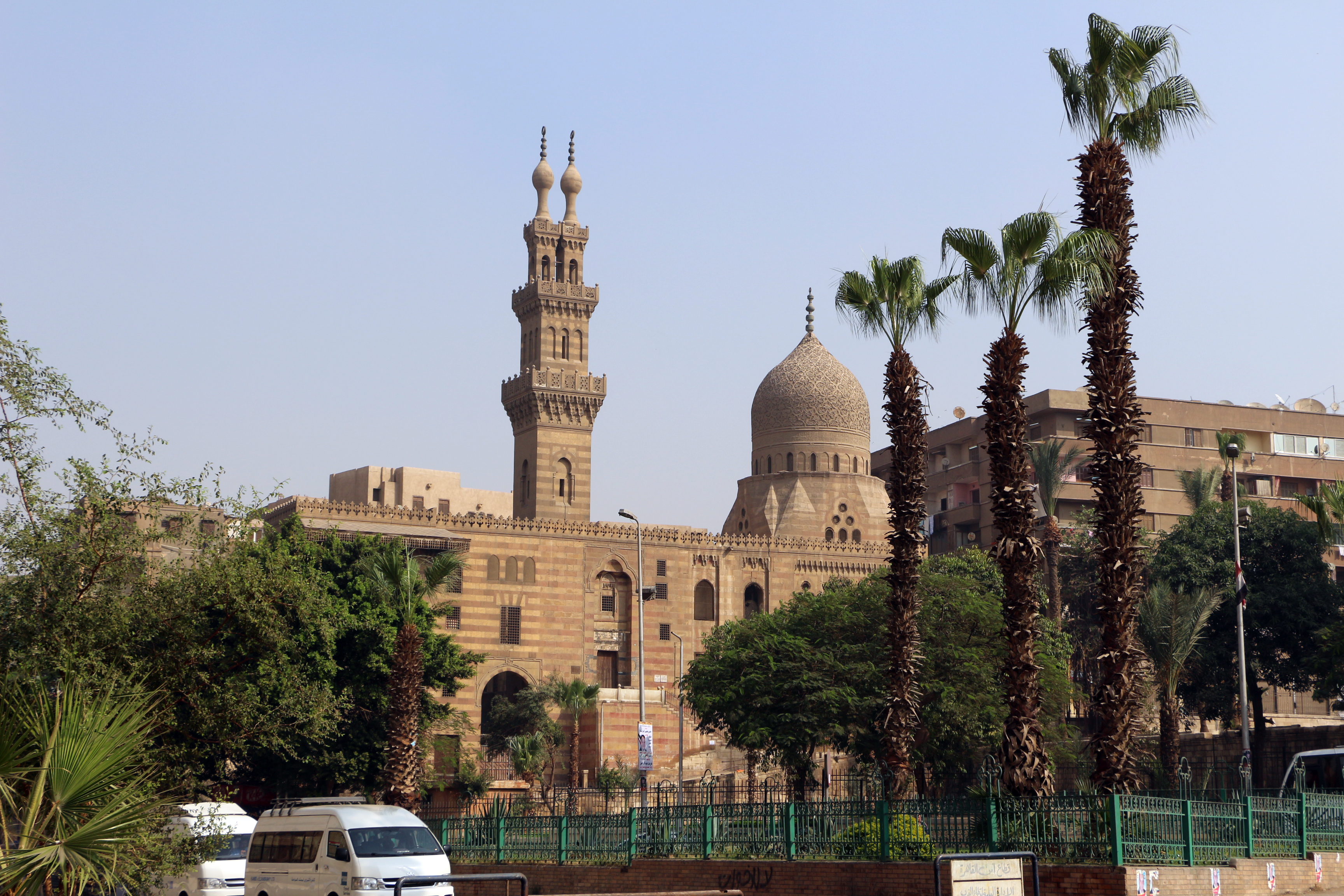
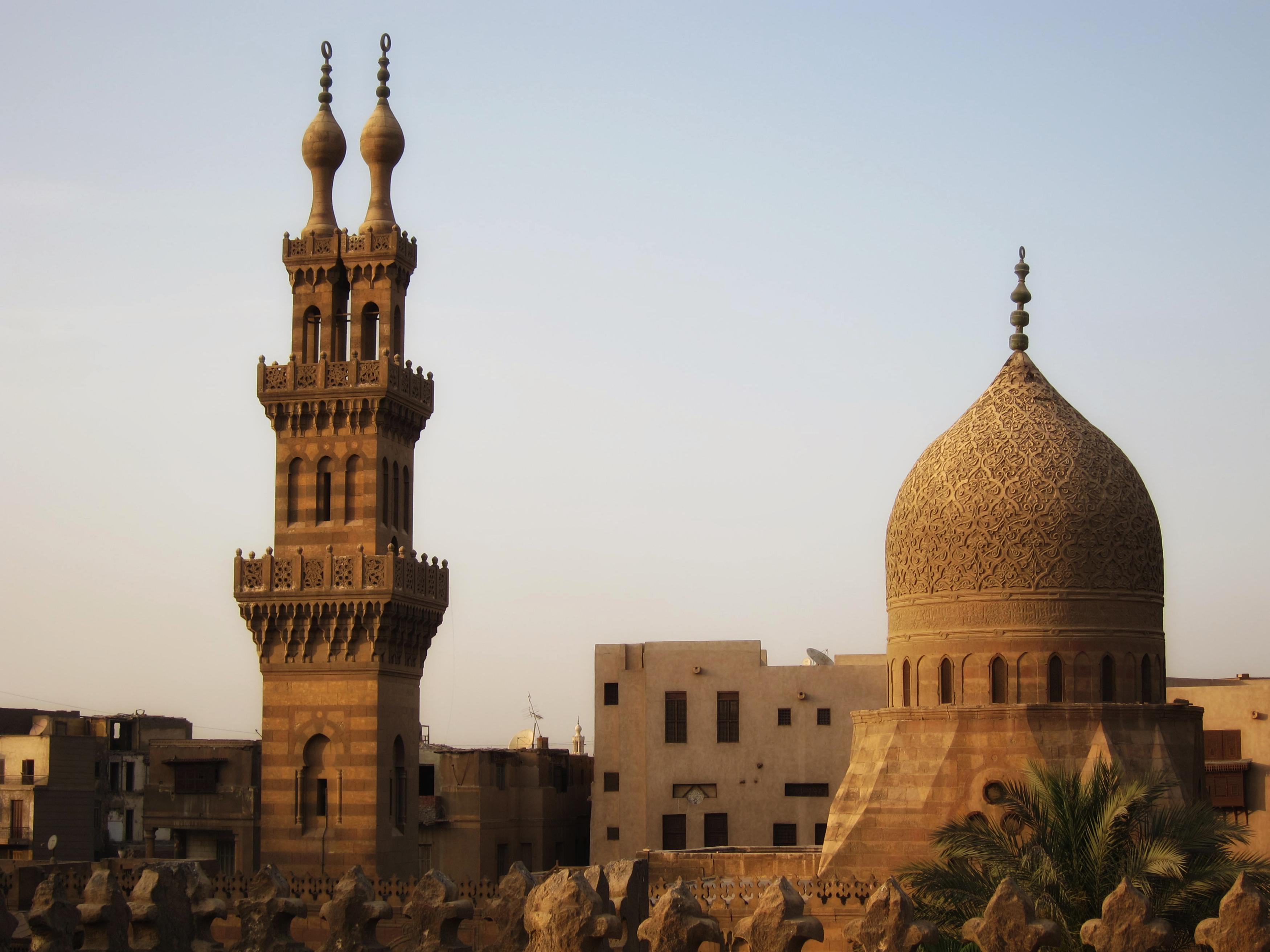
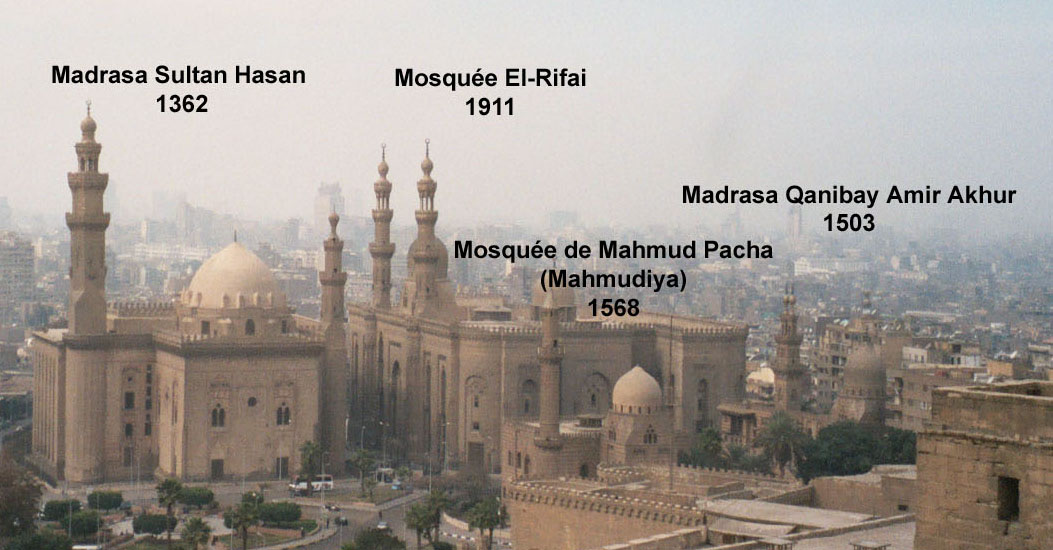
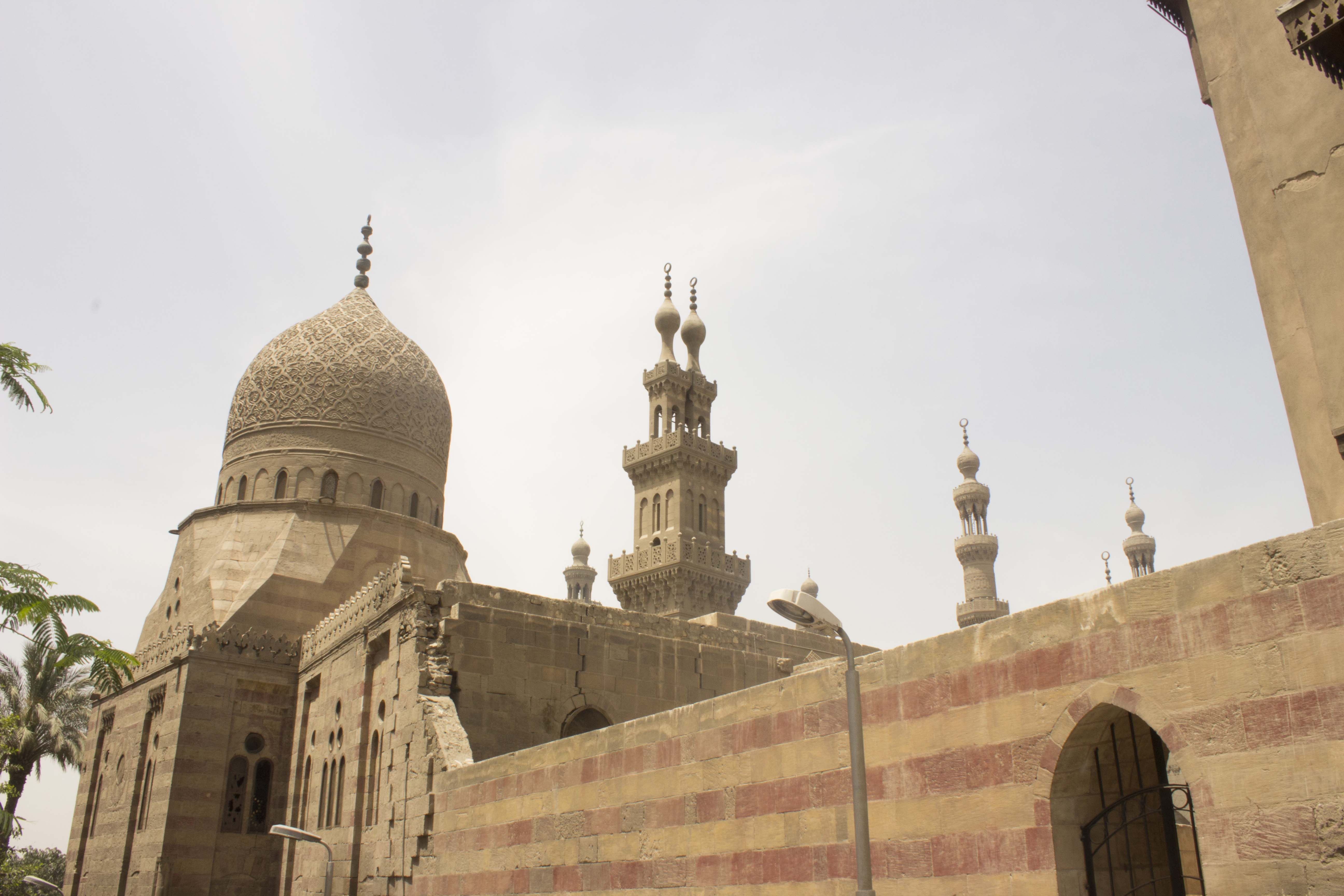
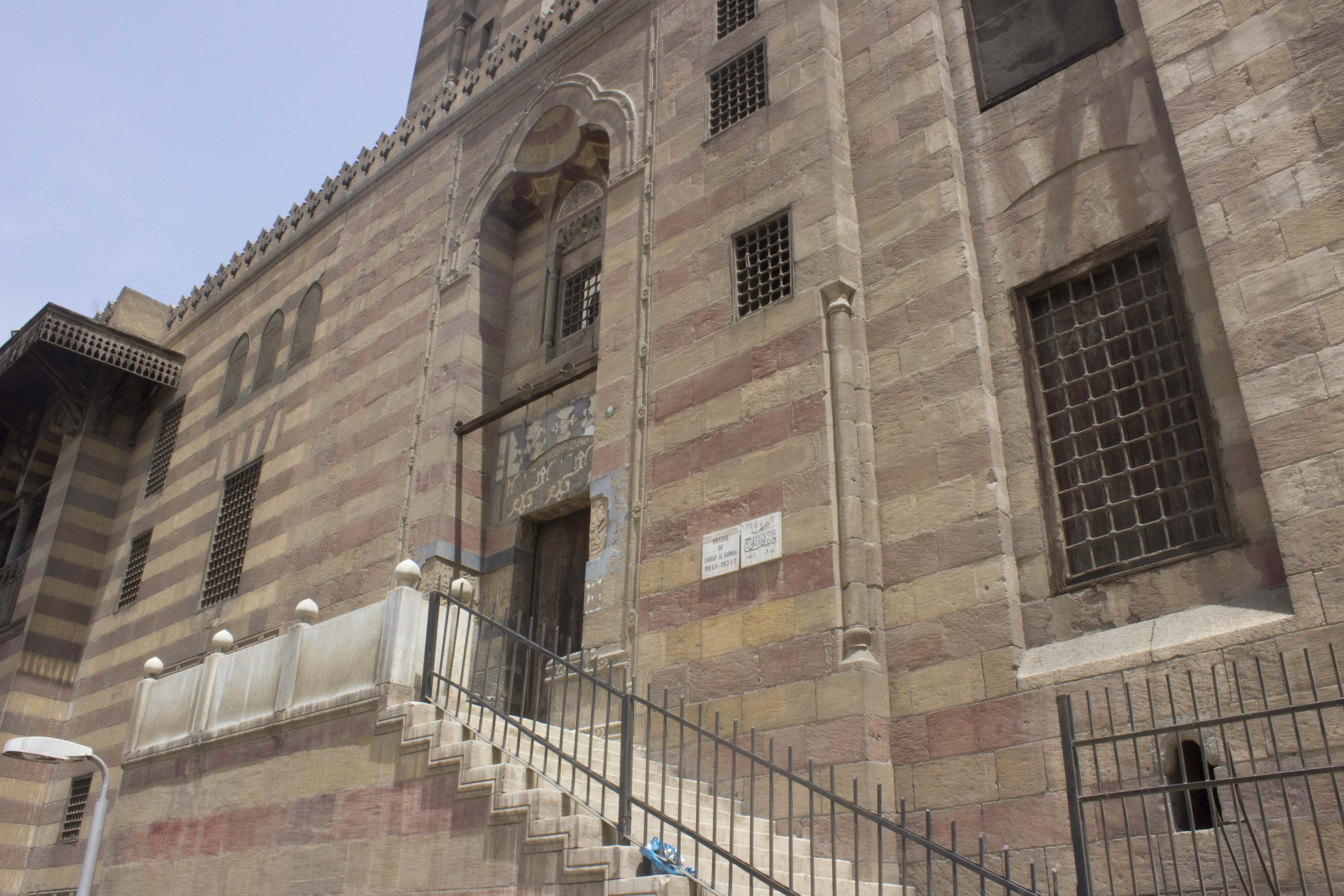
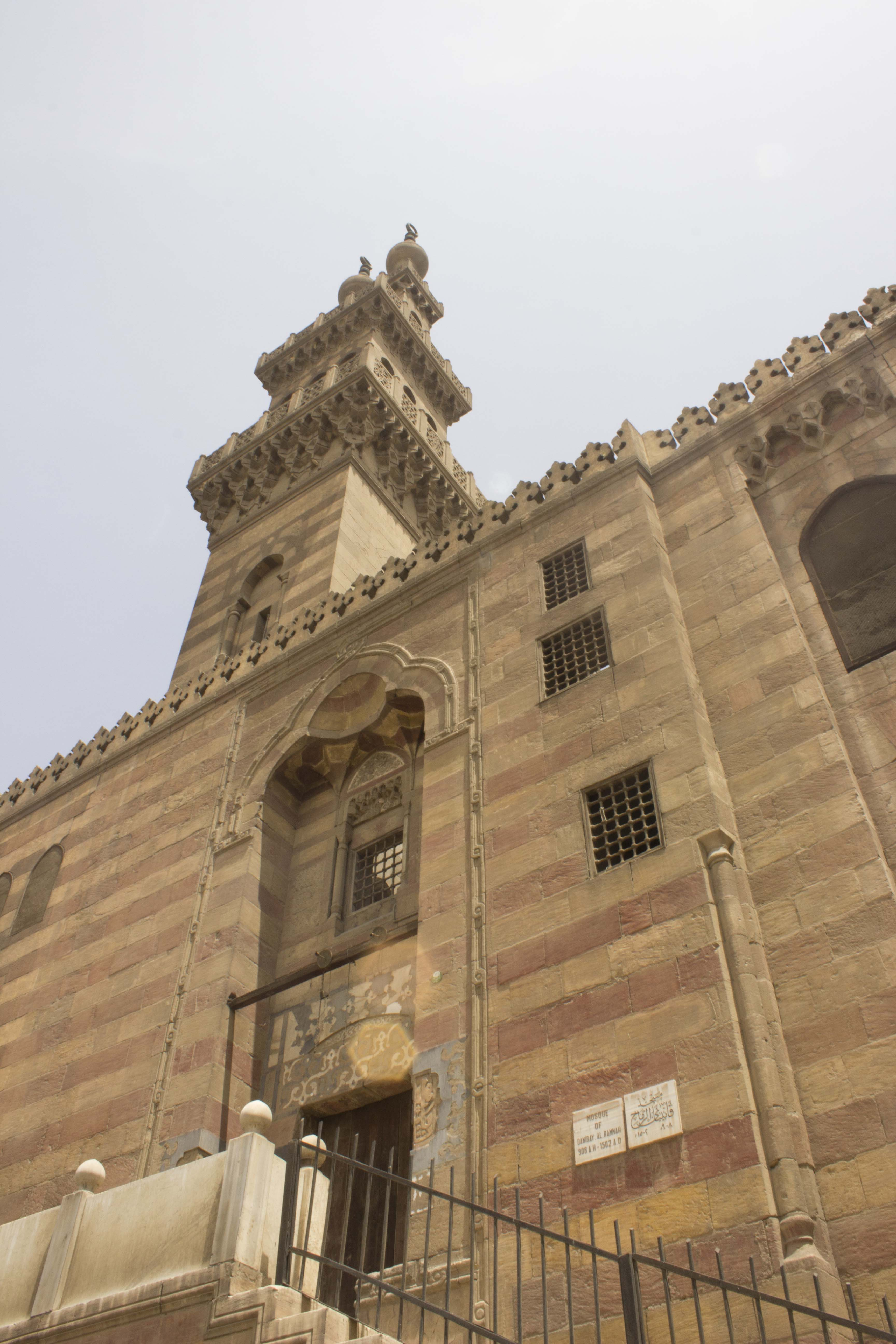
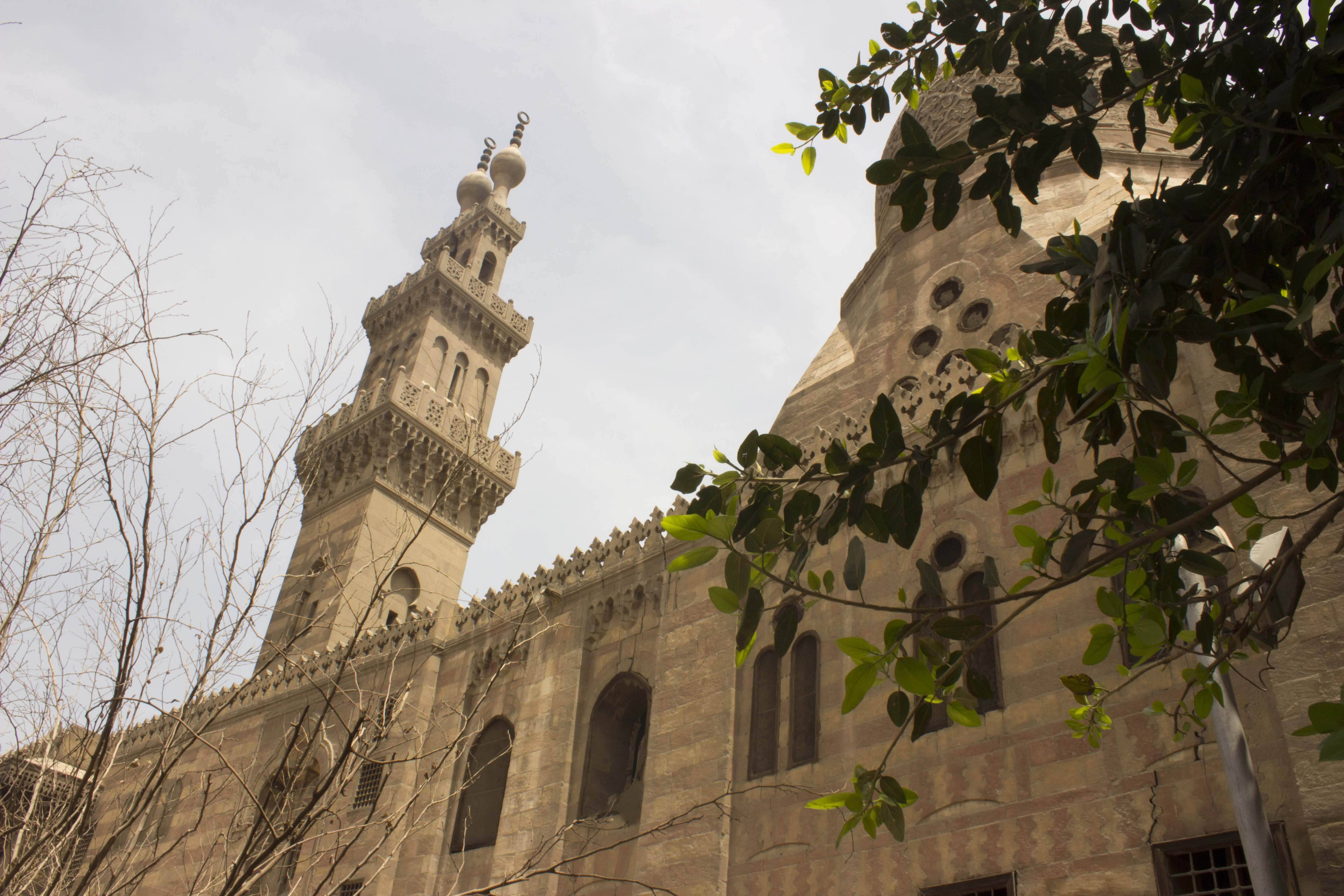
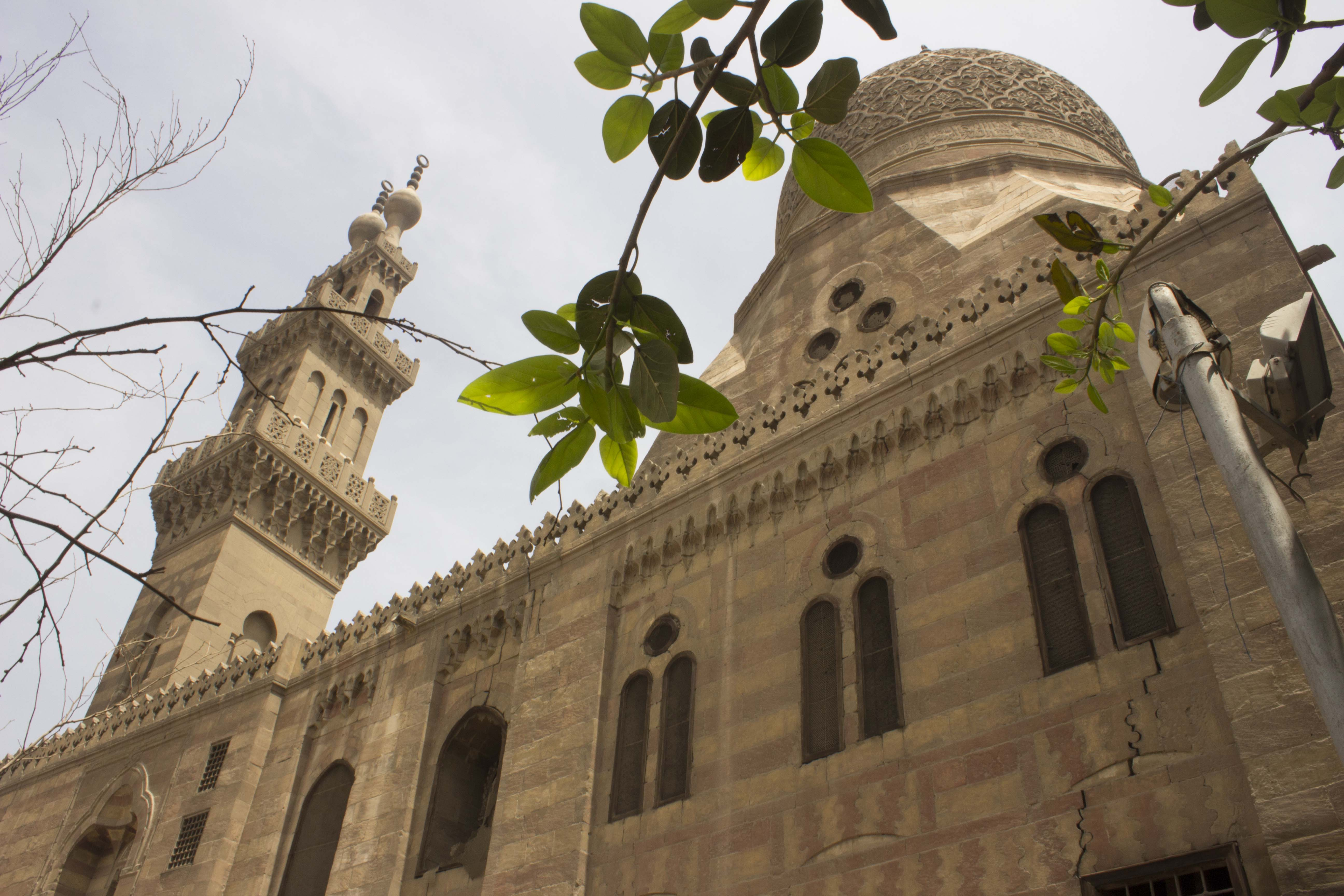
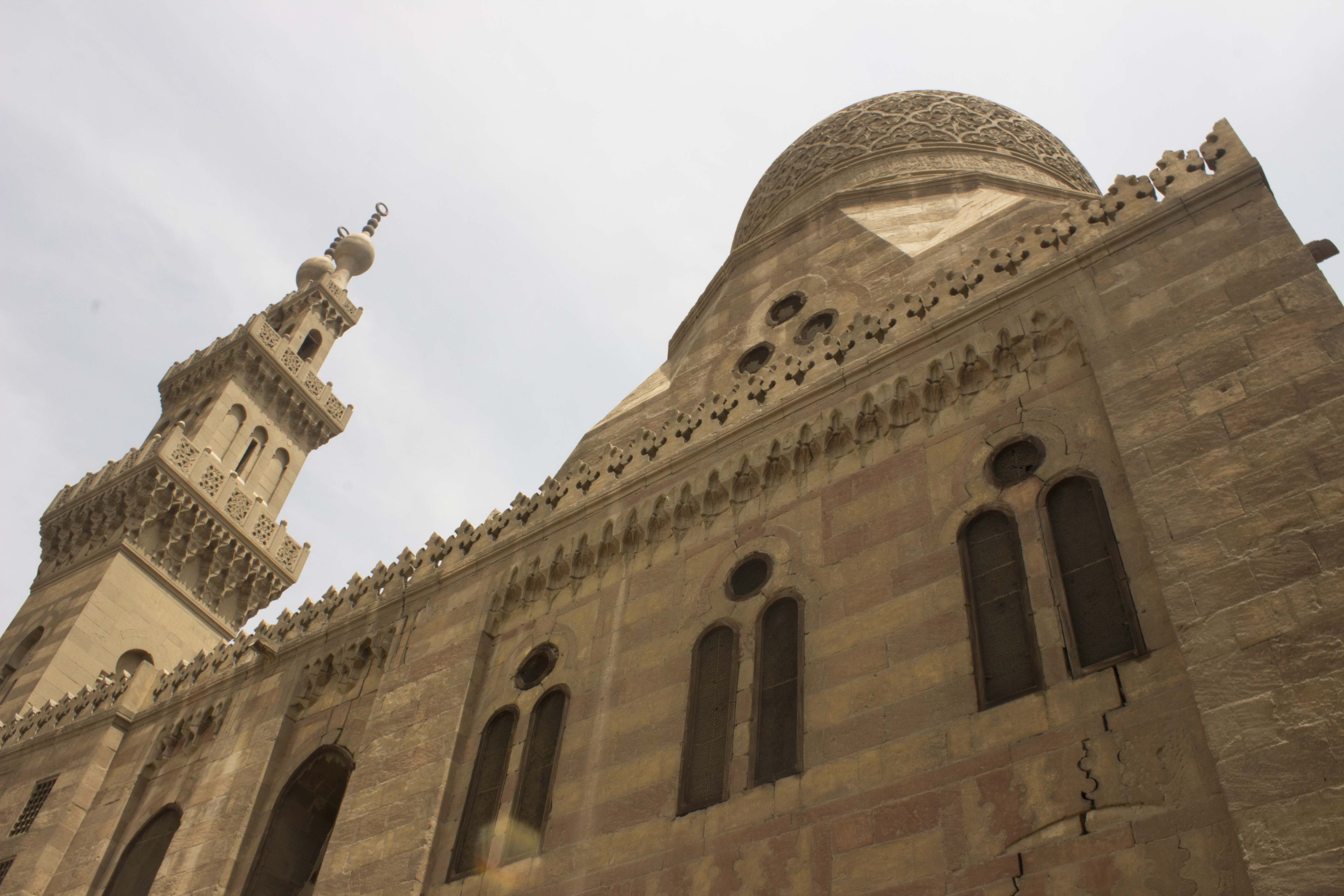
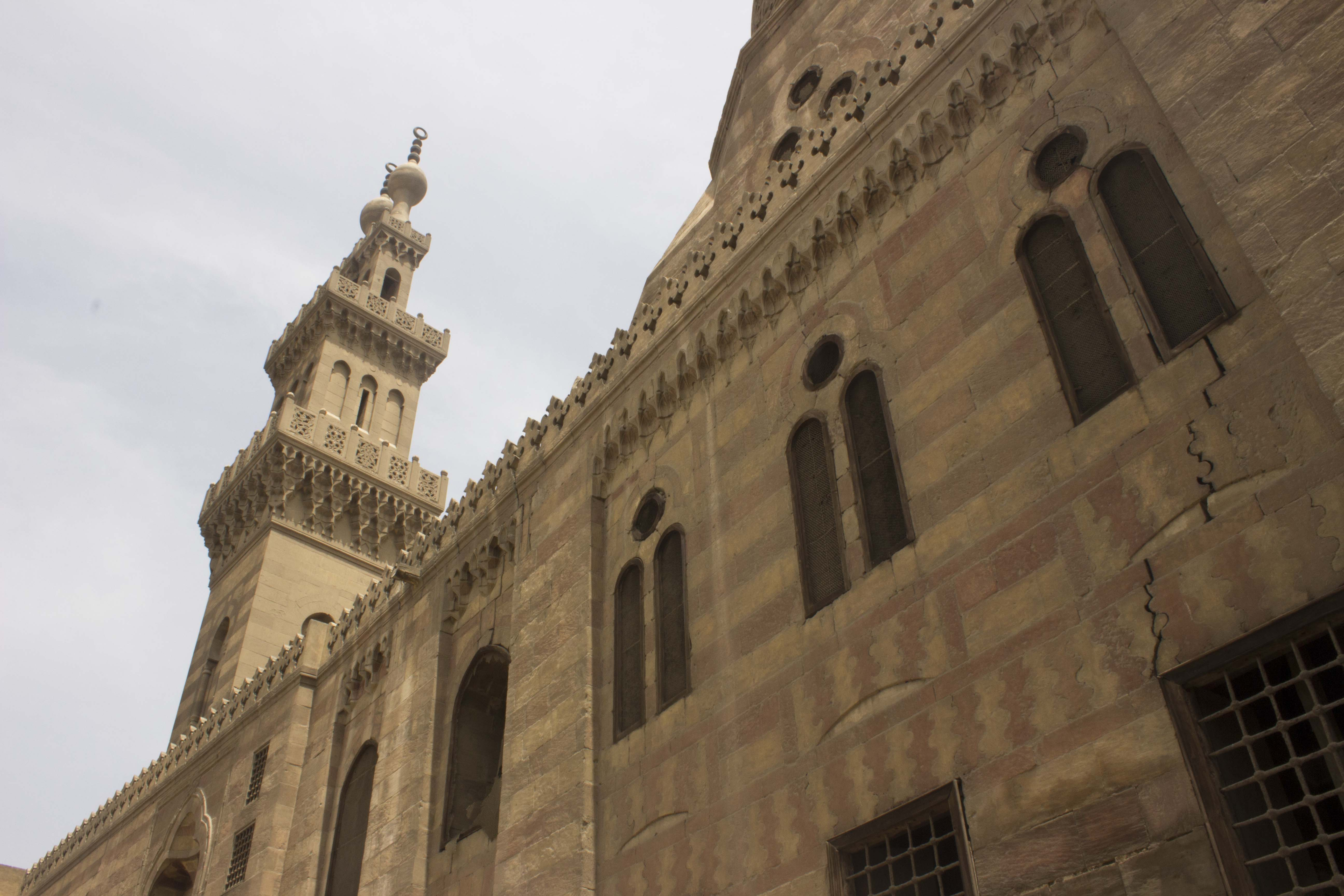
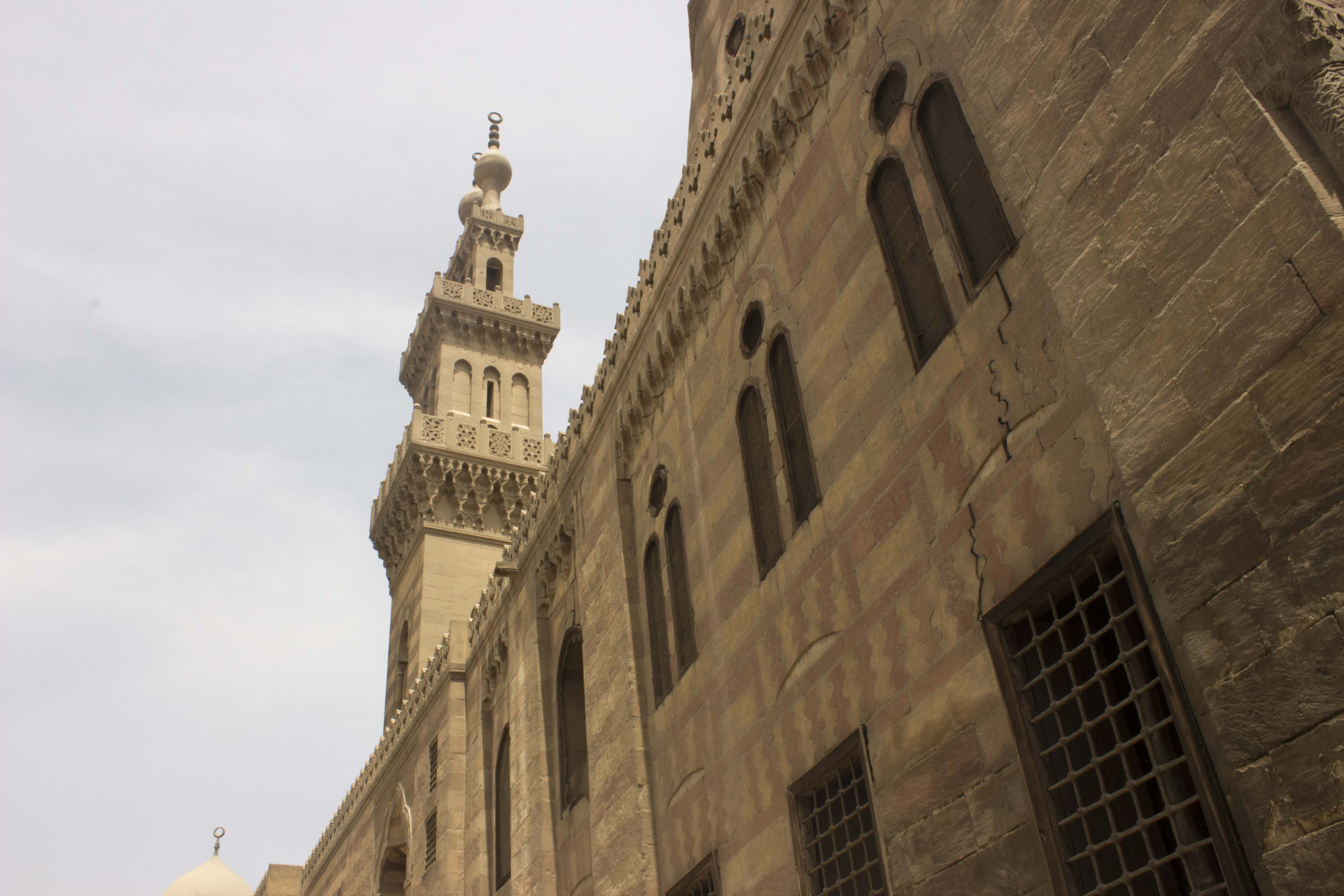
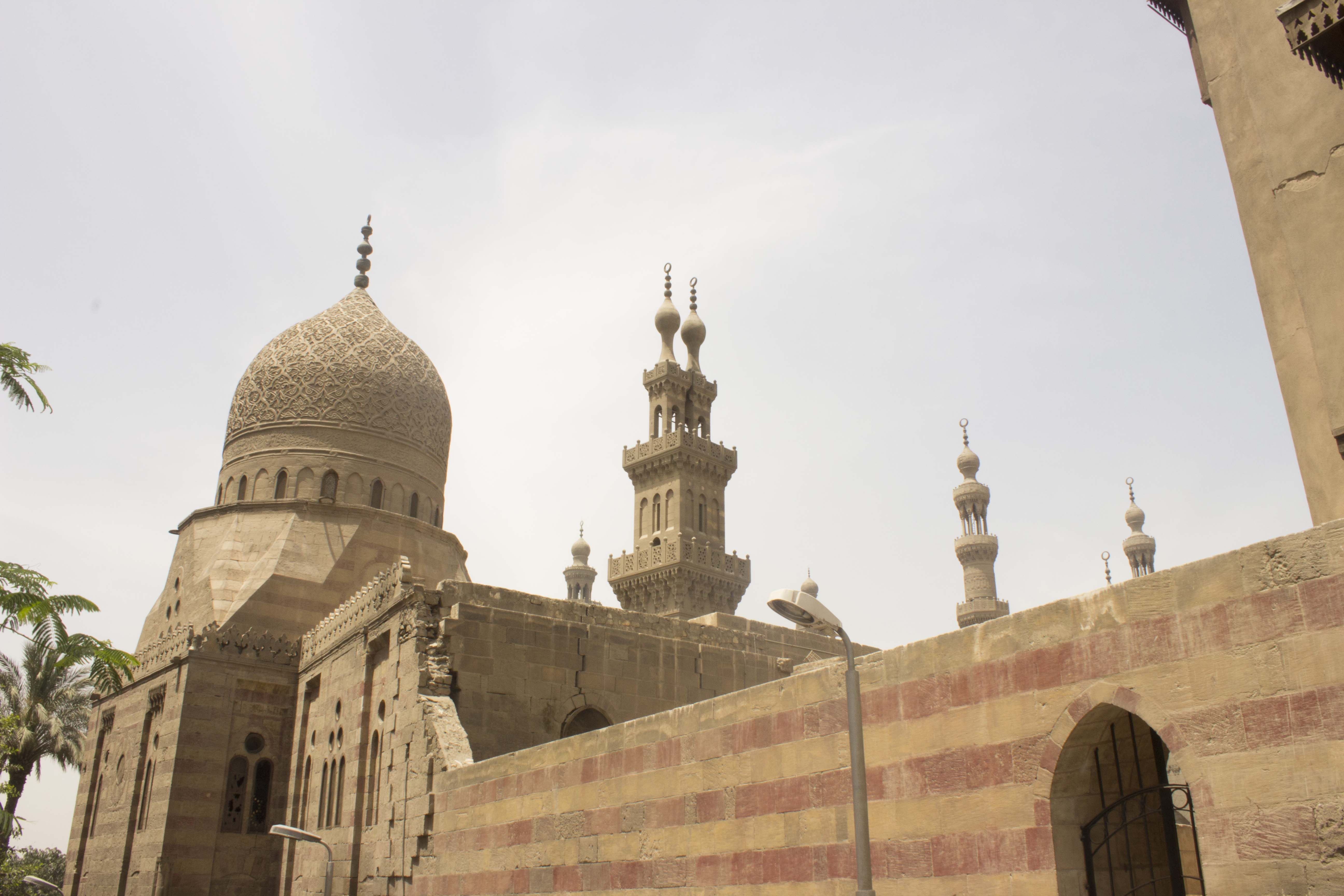